# Grad Biblos
Grad Biblos je križarski grad v Biblosu v Libanonu. V času križarjev je bil znan kot grad Gibelet /ˈdʒɪbəlɪt, ˈdʒɪblɪt/, napisan tudi Giblet, ki je pripadal genovski družini Embriaco, gospodom mesta. Meji na feničansko arheološko najdišče, ki vsebuje ruševine templja Baalat-Gebal in templja obeliskov.

## Zgodovina
Po prvi križarski vojni je Gibelet 28. aprila 1103 osvojil Raymond iz Toulousea s pomočjo genovske flote pod vodstvom Viljema I. Embriaca. Križarji so nato zgradili grad iz avtohtonega apnenca in ostankov rimskih objektov. Končana struktura je bila obdana z jarkom. Grad in okoliška zemljišča so najprej delno, nato leta 1109 v celoti prešli v last Genovežanov, ki so za upravitelja in prvega gospodarja Gibeleta imenovali Viljemovega sina Huga I. Embriaca. Sčasoma so on in njegovi potomci svoj urad razvili v dedni fevd. Genovska družina Embriaco je imela v lasti fevd - razen nekaj let, ko je kraj leta 1188 zasedel Saladin in delno razgradil obzidje - do leta 1302.
Med križarskimi vojnami je bil tukaj tudi sedež latinske škofije Gibelet, ki je bila ustanovljena leta 1138.
Leta 1187 je Hugo III. Embriako je po obleganju mesto in grad predal Saladinu v zameno za prost umik. Leta 1190, ko je Saladin prejel novico o bližajoči se križarski vojni Friderika Barbarosse, je izdal ukaz, da se grad poruši, kar je bilo le delno uspešno. Leta 1197 je mesto in grad zavzela križarska vojska Henrika VI. ponovno ujeli in predali Guidu I. Embriacu, ki je grad dal popraviti.
Gvidov sin Henrik I. Embriako se je uprl svojemu fevdalcu, grofu iz Tripolija, med vojno pri Saint-Sabasu iz leta 1256 in se s podporo Genove razglasil za neodvisnega. Konflikt se je končal šele, ko je grof Bohemund IV. iz Tripolija leta 1282 osvojil grad Gibelet in usmrtil Guida II. Embriaca ter njegova brata Janeza in Baldvina. Gvidov sin in dedič Peter I. Embriako je lahko znova prevzel dejansko oblast nad Gibeletom šele po smrti Bohemonda IV. leta 1287.
Ko so mameluki leta 1289 osvojili in uničili okoliška mesta Tripoli, Botrun in Nephin, se je Peter I. Embriako že dogovoril z mameluškim sultanom Qalawunom, da se podredi v zameno za davek. Mameluški sultani so družino obdržali pod svojo oblastjo, dokler se najpozneje leta 1302 niso odpovedali posesti očitno mirno. Zgodovinar Steven Runciman sumi, da se je družina lahko tako dolgo zdržala proti mamelukom, ker so bili kot gospodarji Gibeleta lahko prepričani o tradicionalni podpori maronitov v libanonskem gorovju.
Leta 1369 je grad moral braniti napad ciprskih plovil iz Famaguste.
Grad Biblos ima za sosede prepoznavne zgodovinske stavbe. V bližini stoji nekaj egipčanskih templjev, feničanska kraljeva nekropola in rimski amfiteater.

## Opis
Križarski grad Gibelet je najboljši primer (Boas) novega tipa iz 12. stoletja, ki meša tip kastruma z gradom tipa turris (donjon): približno kvadraten niz obzidij, okrepljen z vogalnimi stolpi, zgrajen okoli osrednjega donjona, s čimer tvorita dve obrambni plasti.

## Muzej mesta Biblos
V gradu je muzej mesta Biblos. Prikazuje ostanke izkopavanj, opravljenih na mestu arheološkega rezervata Biblos, čeprav so najpomembnejše najdbe prikazane v Narodnem muzeju v Bejrutu. Poleg tega je zgodovina Biblosa od prazgodovine do srednjega veka ilustrirana s tematskimi panoji.